# Hal Seeger
Pour les articles homonymes, voir Seeger.
Hal Seeger est un producteur, réalisateur et scénariste né le 16 mai 1917 à Brooklyn, décédé le 13 mars 2005  à New York aux États-Unis.

## Filmographie

### comme producteur
- 1962 : Koko Meets Boobnik (TV)
- 1962 : Koko Gottum Injun Trouble (TV)
- 1962 : Balloon Blues (TV)
- 1962 : The Refriger-raider (TV)
- 1962 : Pow-wow-wow! (TV)
- 1962 : Polar Bear Facts (TV)
- 1962 : Now You See It Now You Don't (TV)
- 1962 : The Mystery Guest (TV)
- 1962 : Mean Moe Means Well (TV)
- 1962 : Love in Bloom (TV)
- 1962 : Kokonut, Private Eye (TV)
- 1962 : Knight Work (TV)
- 1962 : Flying Saucery (TV)
- 1962 : The Egg and Me (TV)
- 1962 : Baby Face (TV)
- 1962 : Which Witch Is Which? (TV)
- 1962 : Whale of a Story (TV)
- 1962 : TV or Not TV (TV)
- 1962 : That's Show Biz (TV)
- 1962 : Success Story (TV)
- 1962 : Reflection Land (TV)
- 1962 : A Queen for a Day (TV)
- 1962 : Mummy's the Word (TV)
- 1962 : Moving Madness (TV)
- 1962 : Mean Moe Takes Over (TV)
- 1962 : Mean Moe's Money Mad (TV)
- 1962 : Koko Roams in Rome (TV)
- 1962 : Koko Meets Robin Hood (TV)
- 1962 : In the Army (TV)
- 1962 : Gigantical (TV)
- 1962 : A Fishy Story (TV)
- 1962 : Fastest Popgun in the West (TV)
- 1962 : Comic Strip (TV)
- 1962 : Bluebeard's Treasure (TV)
- 1962 : The Big Bank Robbery (TV)
- 1962 : A-Haunting We Will Go (TV)
- 1963 : Wild West Story (TV)
- 1963 : So Long Ceylon (TV)
- 1963 : Rodeo (TV)
- 1963 : On with the Show (TV)
- 1963 : No Soap (TV)
- 1963 : Medicine Man (TV)
- 1963 : Mean Moe Rain Maker (TV)
- 1963 : Mad Scientist Gets Madder (TV)
- 1963 : Irving the Indian Nut (TV)
- 1963 : Strictly from Lumber (TV)
- 1963 : Station Breaks (TV)
- 1963 : Sing Along with Moe (TV)
- 1963 : The River Robbers (TV)
- 1963 : Pony Express (TV)
- 1963 : Plane Stupid (TV)
- 1963 : Make Room for Moe (TV)
- 1963 : The Invisible One (TV)
- 1963 : Footloose Fox (TV)
- 1963 : Extra Special Delivery (TV)
- 1963 : Enchanted Prince (TV)
- 1963 : A Dog Gone Snooper (TV)
- 1963 : Comic Book Capers (TV)
- 1963 : Arabian Daze (TV)
- 1963 : You Are Here (TV)
- 1963 : Sold on Manhattan (TV)
- 1963 : Rocket Ranger (TV)
- 1963 : Moe Moves In (TV)
- 1963 : Mean Moe the Star (TV)
- 1963 : Mean Moe the Great (TV)
- 1963 : Mean Moe Gets the Bird (TV)
- 1963 : Mean Moe and Cleopatra (TV)
- 1963 : Koko Meets Barney Beatnik (TV)
- 1963 : Koko in a London Fog (TV)
- 1963 : Growing Pains (TV)
- 1963 : The Fan Letter (TV)
- 1963 : The Cliff Hanger (TV)
- 1963 : Blunder Down Under (TV)
- 1963 : Arty Party (TV)
- 1963 : Who's Napoleon? (TV)
- 1963 : The Unwashables (TV)
- 1963 : Tic Tac Moe (TV)
- 1963 : The Sleeping Beauty (TV)
- 1963 : Sahara Today Gone Tomorrow (TV)
- 1963 : Romance Machine Made (TV)
- 1963 : Musketeer Moe (TV)
- 1963 : Mean Moe the Lion Tamer (TV)
- 1963 : Mean Moe Tells William Tell (TV)
- 1963 : Mean Moe's Fairy Tale (TV)
- 1963 : Mean Moe Day (TV)
- 1963 : A Lot of Bull (TV)
- 1963 : Let George Do It (TV)
- 1963 : Jungle Bungle (TV)
- 1963 : The Hillbillies (TV)
- 1963 : Having a Hex of a Time (TV)
- 1963 : Gone Hollywood (TV)
- 1963 : Funnyland (TV)
- 1963 : Fearless Female (TV)
- 1963 : Bomb-y Weather (TV)
- 1963 : Achilles Is a Heel (TV)
- 1963 : Boy Pest with Osh (TV)
- 1963 : Speak for Yourself Mean Moe (TV)
- 1963 : Mean Moe's Side Show (TV)
- 1963 : Mean Moe Cools Off (TV)
- 1963 : Mayor Mean Moe (TV)
- 1963 : Down to Earth (TV)
- 1964 : Tired Gun (TV)
- 1964 : Monstrous Task (TV)
- 1964 : Missing Masters (TV)
- 1964 : Loot Pursuit (TV)
- 1965 : Penny Ante
- 1965 : There Auto Be a Law (TV)
- 1965 : Let's Phase It (TV)
- 1965 : You Auto Be in Pictures (TV)
- 1965 : Sickened Honeymoon (TV)
- 1965 : Crumb Bumming (TV)
- 1965 : From Wrecks to Riches (TV)
- 1965 : Under Waterloo (TV)
- 1965 : Gogh Van Gogh (TV)
- 1965 : Hobo Hootenanny (TV)
- 1965 : Goofy Dr. Goo Fee (TV)
- 1965 : Fearless Fly Meets the Monsters (TV)
- 1965 : The Pot Thickens (TV)
- 1965 : Muggy Doo or Die (TV)
- 1965 : Spider Spiter (TV)
- 1965 : Boy Meets Ghoul (TV)
- 1965 : Trick or Treatment (TV)
- 1965 : Palace Malice (TV)
- 1965 : Invincible vs. Invisible (TV)
- 1965 : Fatty Karate (TV)
- 1965 : The Bomb's Rush (TV)
- 1965 : Monster Mutiny (TV)
- 1965 : Hector the Protector (TV)
- 1965 : Zelda the Zombie (TV)
- 1965 : Who Do Voodoo? (TV)
- 1965 : Monsters for Hire (TV)
- 1965 : Medium Undone (TV)
- 1965 : Ghoul School (TV)
- 1965 : Captain Fligh (TV)
- 1965 : Milton the Monster (série TV)
- 1965 : Sly Fly (TV)
- 1965 : Horror-Baloo (TV)
- 1965 : Goon Platoon (TV)
- 1965 : The Dummy Talks (TV)
- 1965 : A Pie in the Sky (TV)
- 1965 : Monstrous Escape (TV)
- 1965 : House Fly Guest (TV)
- 1965 : Fly Hijack (TV)
- 1965 : Abercrombie the Zombie (TV)
- 1965 : Si Si Fly (TV)
- 1965 : Camp Gitchy Gloomy (TV)
- 1965 : Kid Stuff (TV)
- 1965 : Witch Crafty (TV)
- 1965 : V for Vampire (TV)
- 1965 : Hearse Thief (TV)
- 1965 : Boo to You (TV)
- 1965 : Scullgaria Forever (TV)
- 1965 : The Moon Goons (TV)
- 1965 : Monster vs. Mobster (TV)
- 1966 : Horror-Scope (TV)
- 1966 : Flying Cup and Saucer (TV)
- 1966 : Crumby Mummy (TV)
- 1966 : Suit Yourself (TV)
- 1966 : Sphinx Jinx (TV)
- 1966 : From Riches to Rags (TV)
- 1966 : Fortune Kooky (TV)
- 1966 : Robinson Shoesole (TV)
- 1966 : Monster-Sitter (TV)
- 1966 : Lady Deflyah (TV)
- 1966 : Dunkin' Treasure (TV)
- 1966 : Think Shrink (TV)
- 1966 : Nuggets to You (TV)
- 1966 : Fort Fangenstein (TV)
- 1966 : Throne for a Loss (TV)
- 1966 : Stage Plight (TV)
- 1966 : Horse Shoe Fly (TV)
- 1966 : Safari Harry (TV)
- 1966 : Private Fly (TV)
- 1966 : Ferocious Fly (TV)
- 1966 : Batnap (TV)
- 1966 : Napoleon Bonefly (TV)
- 1966 : Mummy's Thumb (TV)
- 1966 : Monstrous Monster (TV)
- 1966 : The Short Circuit Case (TV)
- 1966 : Pink Pearl of Persia (TV)
- 1966 : Varoom Service (TV)
- 1967 : The Sonic Boomer (TV)
- 1967 : Skinny Minnie (TV)
- 1967 : Nuts of the Round Table (TV)
- 1967 : Myron the Magician (TV)
- 1967 : Manhole Manny (TV)
- 1967 : The Mad Movie Maker (TV)
- 1967 : The Kitchy-Koo Kaper (TV)
- 1967 : Fatman Strikes Again (TV)
- 1967 : Ebenezer the Freezer (TV)
- 1967 : The Dirty Sinker (TV)
- 1967 : The Chocolate Covered Diamond (TV)
- 1967 : Brother Goose (TV)
- 1967 : Big Ears Ernie (TV)
- 1967 : Batfink on the Rocks (TV)
- 1967 : M.P.F.T.B.R.M. (TV)
- 1967 : A Living Doll (TV)
- 1967 : Go Fly a Bat (TV)
- 1967 : Spin the Batfink (TV)
- 1967 : Brain Washday (TV)
- 1967 : Ringading Brothers (TV)
- 1967 : Goo-Goo a Go-Go (TV)
- 1967 : Crime College (TV)
- 1967 : Out Out Darn Spot (TV)
- 1967 : Gluey Louie (TV)
- 1967 : Gloves on the Go Go (TV)
- 1967 : Sporty Morty (TV)
- 1967 : The Mark of Zero (TV)
- 1967 : Bat Patrol (TV)
- 1967 : The Indian Taker (TV)
- 1967 : Greasy Gus (TV)
- 1967 : Dig That Crazy Mountain (TV)
- 1967 : Stupidman (TV)
- 1967 : Jumping Jewelry (TV)
- 1967 : Goldstinger (TV)
- 1967 : Karate's Case (TV)
- 1967 : Crimes in Rhymes (TV)
- 1967 : The Beep Bopper (TV)
- 1967 : Swami Salami (TV)
- 1967 : The Shady Shadow (TV)
- 1967 : Hugo for Mayor (TV)
- 1967 : Topsy Turvy (TV)
- 1967 : Roz the Schnozz (TV)
- 1967 : The Human Pretzel (TV)
- 1967 : The Wishbone Boner (TV)
- 1967 : The Kangarobot (TV)
- 1967 : Bride and Doom (TV)
- 1967 : The Super Trap (TV)
- 1967 : Robber Hood (TV)
- 1967 : Beanstalk Jack (TV)
- 1967 : The Time Stopper (TV)
- 1967 : Party Marty (TV)
- 1967 : The Kooky Chameleon (TV)
- 1967 : Queenie Bee (TV)
- 1967 : Gypsy James (TV)
- 1967 : The Devilish Device (TV)
- 1967 : Slow Down! Speed Up! (TV)
- 1967 : Hugo's Hoke (TV)
- 1967 : Backwards Box (TV)
- 1967 : The Rotten Rainmaker (TV)
- 1967 : Presto-Chango-Hugo (TV)
- 1967 : Double Double Crossers (TV)
- 1967 : Yo Yo A Go Go (TV)
- 1967 : Napoleon Blownapart (TV)
- 1967 : The Great Escapo (TV)
- 1967 : Sandman Sam (TV)
- 1967 : Hugo the Crimefighter (TV)
- 1967 : Daniel Boom (TV)
- 1967 : Unhappy Birthday (TV)
- 1967 : The Thief from Baghdad (TV)
- 1967 : Bouncey Bouncey Batfink (TV)
- 1967 : Watch My Smoke (TV)
- 1967 : Curly the Cannonball (TV)
- 1967 : The Copycat Bat (TV)
- 1967 : The Trojan Horse Thief (TV)
- 1967 : The Mean Green Midget (TV)
- 1967 : The Atom Boom (TV)
- 1967 : Magneto the Magnificent (TV)
- 1967 : Goldyunlocks and the Three Bears (TV)
- 1967 : Buster the Ruster (TV)
- 1967 : Cinderobber (TV)
- 1967 : The Bomber Bird (TV)
- 1967 : Blankenstein (TV)
- 1967 : Hugo Here, Hugo There (TV)
- 1967 : Fleiderfink (TV)
- 1967 : The Baffling Bluffs of Hugo a Go-Go (TV)
- 1967 : The Zap Sap (TV)
- 1967 : Old King Cruel (TV)
- 1967 : Ego A-Go-Go (TV)
- 1967 : Victor the Predictor (TV)
- 1967 : Karate's Day Off (TV)
- 1967 : Jerkules (TV)
- 1967 : Whip Van Winkle (TV)
- 1967 : Mike the Mimic (TV)
- 1967 : Judy Jitsu (TV)
- 1967 : Tough Macduff (TV)
- 1967 : Father Time Bomb (TV)
- 1967 : Bowl Brummel (TV)
- 1967 : Batfink: This Is Your Life (TV)

### comme réalisateur
- 1963 : Boy Pest with Osh (TV)
- 1964 : Missing Masters (TV)
- 1964 : Monstrous Task (TV)
- 1964 : Tired Gun (TV)
- 1964 : Loot Pursuit (TV)
- 1965 : Penny Ante
- 1965 : There Auto Be a Law (TV)
- 1965 : Let's Phase It (TV)
- 1965 : Sickened Honeymoon (TV)
- 1965 : You Auto Be in Pictures (TV)
- 1965 : Crumb Bumming (TV)
- 1965 : From Wrecks to Riches (TV)
- 1965 : Under Waterloo (TV)
- 1965 : Gogh Van Gogh (TV)
- 1965 : Hobo Hootenanny (TV)
- 1965 : Fearless Fly Meets the Monsters (TV)
- 1965 : Goofy Dr. Goo Fee (TV)
- 1965 : Muggy Doo or Die (TV)
- 1965 : The Pot Thickens (TV)
- 1965 : Boy Meets Ghoul (TV)
- 1965 : Spider Spiter (TV)
- 1965 : Trick or Treatment (TV)
- 1965 : Palace Malice (TV)
- 1965 : Fatty Karate (TV)
- 1965 : Invincible vs. Invisible (TV)
- 1965 : The Bomb's Rush (TV)
- 1965 : Monster Mutiny (TV)
- 1965 : Hector the Protector (TV)
- 1965 : Zelda the Zombie (TV)
- 1965 : Medium Undone (TV)
- 1965 : Captain Fligh (TV)
- 1965 : Ghoul School (TV)
- 1965 : Monsters for Hire (TV)
- 1965 : Who Do Voodoo? (TV)
- 1965 : Milton the Monster (série TV)
- 1965 : The Dummy Talks (TV)
- 1965 : Sly Fly (TV)
- 1965 : Goon Platoon (TV)
- 1965 : Horror-Baloo (TV)
- 1965 : House Fly Guest (TV)
- 1965 : Fly Hijack (TV)
- 1965 : Abercrombie the Zombie (TV)
- 1965 : A Pie in the Sky (TV)
- 1965 : Monstrous Escape (TV)
- 1965 : Camp Gitchy Gloomy (TV)
- 1965 : Si Si Fly (TV)
- 1965 : Kid Stuff (TV)
- 1965 : Witch Crafty (TV)
- 1965 : V for Vampire (TV)
- 1965 : Boo to You (TV)
- 1965 : Hearse Thief (TV)
- 1965 : The Moon Goons (TV)
- 1965 : Monster vs. Mobster (TV)
- 1965 : Scullgaria Forever (TV)
- 1966 : Horror-Scope (TV)
- 1966 : Flying Cup and Saucer (TV)
- 1966 : Crumby Mummy (TV)
- 1966 : Sphinx Jinx (TV)
- 1966 : Suit Yourself (TV)
- 1966 : From Riches to Rags (TV)
- 1966 : Fortune Kooky (TV)
- 1966 : Robinson Shoesole (TV)
- 1966 : Monster-Sitter (TV)
- 1966 : Dunkin' Treasure (TV)
- 1966 : Lady Deflyah (TV)
- 1966 : Fort Fangenstein (TV)
- 1966 : Nuggets to You (TV)
- 1966 : Think Shrink (TV)
- 1966 : Stage Plight (TV)
- 1966 : Throne for a Loss (TV)
- 1966 : Horse Shoe Fly (TV)
- 1966 : Private Fly (TV)
- 1966 : Safari Harry (TV)
- 1966 : Batnap (TV)
- 1966 : Ferocious Fly (TV)
- 1966 : Napoleon Bonefly (TV)
- 1966 : Mummy's Thumb (TV)
- 1966 : Monstrous Monster (TV)
- 1966 : Pink Pearl of Persia (TV)
- 1966 : The Short Circuit Case (TV)
- 1966 : Varoom Service (TV)
- 1967 : Ebenezer the Freezer (TV)
- 1967 : The Mad Movie Maker (TV)
- 1967 : Fatman Strikes Again (TV)
- 1967 : The Dirty Sinker (TV)
- 1967 : Brother Goose (TV)
- 1967 : Big Ears Ernie (TV)
- 1967 : Nuts of the Round Table (TV)
- 1967 : The Kitchy-Koo Kaper (TV)
- 1967 : Skinny Minnie (TV)
- 1967 : Manhole Manny (TV)
- 1967 : Batfink on the Rocks (TV)
- 1967 : Myron the Magician (TV)
- 1967 : The Sonic Boomer (TV)
- 1967 : The Chocolate Covered Diamond (TV)
- 1967 : A Living Doll (TV)
- 1967 : M.P.F.T.B.R.M. (TV)
- 1967 : Go Fly a Bat (TV)
- 1967 : Brain Washday (TV)
- 1967 : Spin the Batfink (TV)
- 1967 : Ringading Brothers (TV)
- 1967 : Goo-Goo a Go-Go (TV)
- 1967 : Crime College (TV)
- 1967 : Gluey Louie (TV)
- 1967 : Out Out Darn Spot (TV)
- 1967 : Gloves on the Go Go (TV)
- 1967 : Sporty Morty (TV)
- 1967 : The Mark of Zero (TV)
- 1967 : Bat Patrol (TV)
- 1967 : Dig That Crazy Mountain (TV)
- 1967 : The Indian Taker (TV)
- 1967 : Greasy Gus (TV)
- 1967 : Stupidman (TV)
- 1967 : Goldstinger (TV)
- 1967 : Jumping Jewelry (TV)
- 1967 : Crimes in Rhymes (TV)
- 1967 : Karate's Case (TV)
- 1967 : The Beep Bopper (TV)
- 1967 : The Shady Shadow (TV)
- 1967 : Swami Salami (TV)
- 1967 : Hugo for Mayor (TV)
- 1967 : Topsy Turvy (TV)
- 1967 : The Human Pretzel (TV)
- 1967 : Roz the Schnozz (TV)
- 1967 : The Wishbone Boner (TV)
- 1967 : Bride and Doom (TV)
- 1967 : The Kangarobot (TV)
- 1967 : The Super Trap (TV)
- 1967 : Beanstalk Jack (TV)
- 1967 : Robber Hood (TV)
- 1967 : Party Marty (TV)
- 1967 : The Time Stopper (TV)
- 1967 : The Kooky Chameleon (TV)
- 1967 : Queenie Bee (TV)
- 1967 : Gypsy James (TV)
- 1967 : The Devilish Device (TV)
- 1967 : Backwards Box (TV)
- 1967 : Hugo's Hoke (TV)
- 1967 : Slow Down! Speed Up! (TV)
- 1967 : Presto-Chango-Hugo (TV)
- 1967 : The Rotten Rainmaker (TV)
- 1967 : Double Double Crossers (TV)
- 1967 : Napoleon Blownapart (TV)
- 1967 : The Great Escapo (TV)
- 1967 : Yo Yo A Go Go (TV)
- 1967 : Sandman Sam (TV)
- 1967 : Hugo the Crimefighter (TV)
- 1967 : Daniel Boom (TV)
- 1967 : The Thief from Baghdad (TV)
- 1967 : Bouncey Bouncey Batfink (TV)
- 1967 : Unhappy Birthday (TV)
- 1967 : The Copycat Bat (TV)
- 1967 : Watch My Smoke (TV)
- 1967 : Curly the Cannonball (TV)
- 1967 : The Mean Green Midget (TV)
- 1967 : The Trojan Horse Thief (TV)
- 1967 : The Atom Boom (TV)
- 1967 : Goldyunlocks and the Three Bears (TV)
- 1967 : Buster the Ruster (TV)
- 1967 : Magneto the Magnificent (TV)
- 1967 : Cinderobber (TV)
- 1967 : The Bomber Bird (TV)
- 1967 : Blankenstein (TV)
- 1967 : Hugo Here, Hugo There (TV)
- 1967 : Fleiderfink (TV)
- 1967 : The Baffling Bluffs of Hugo a Go-Go (TV)
- 1967 : Ego A-Go-Go (TV)
- 1967 : Old King Cruel (TV)
- 1967 : The Zap Sap (TV)
- 1967 : Victor the Predictor (TV)
- 1967 : Jerkules (TV)
- 1967 : Karate's Day Off (TV)
- 1967 : Whip Van Winkle (TV)
- 1967 : Mike the Mimic (TV)
- 1967 : Judy Jitsu (TV)
- 1967 : Tough Macduff (TV)
- 1967 : Batfink: This Is Your Life (TV)
- 1967 : Bowl Brummel (TV)
- 1967 : Father Time Bomb (TV)

### comme scénariste
- 1946 : Midnight Menace
- 1947 : Hi-De-Ho
- 1948 : Killer Diller
- 1948 : Boarding House Blues